# 陰平縣 (東漢)
陰平縣，中国古县名。在今山东省枣庄市境。
汉成帝封叔父楚孝王劉囂的四子刘回为阴平侯，阴平始为侯国。东汉时，除阴平侯国，置阴平县、建陵县。属东海郡。西晋时，晋武帝裁阴平县，封鲁芝于阴平。阴平由县变为采邑。